# Culicoides lenae
Culicoides lenae är en tvåvingeart som beskrevs av Gluschenko och Mirzayeva 1970. Culicoides lenae ingår i släktet Culicoides och familjen svidknott. Inga underarter finns listade i Catalogue of Life.